# Lijst van burgemeesters van Twenterand
Dit is een lijst van burgemeesters van de Nederlandse gemeente Twenterand in de provincie Overijssel sinds de herindeling van 1 januari 2001 toen de voormalige gemeente Den Ham bij Vriezenveen werd gevoegd. Op 1 juni 2002 veranderde de gemeente haar naam van Vriezenveen in Twenterand.
| Ambtsperiode | Naam burgemeester     | Partij of stroming | Bijzonderheden                                        |
| ------------ | --------------------- | ------------------ | ----------------------------------------------------- |
| 2001 - 2009  | Helmer Koetje         | CDA                | was Kamerlid, werd burgemeester van Hoogeveen         |
| 2009 - 2010  | Leonard Bernard Kobes | CDA                | waarnemend, was burgemeester van Wierden              |
| 2010 - 2017  | Cornelis Visser       | CDA                | was Europarlementariër, werd burgemeester van Katwijk |
| 2017 - 2020  | Annelies van der Kolk | ChristenUnie       | waarnemend, was waarnemend burgemeester van Renswoude |
| 2020 - 2025  | Hans Broekhuizen      | CDA                | was wethouder van Heerenveen                          |
| 2025 - heden | Gerrit Jan Gorter     | partijloos         | waarnemend, was burgemeester van Zeewolde             |